# Листер-бот
Листер-бот — открытая парусно-гребная лодка, предназначенная для рыболовства сетями и близкая по типу к палубным шлюпкам. Изначально была распространена на юго-западе Норвегии, а затем — на российском севере.
Как правило, типичный листер-бот имел длину 10 — 15 метров, ширину 3,5 — 4,5 метра, высоту бортов от полутора до двух метров. Шпринтованный парус поднимался на одной мачте, которая устанавливалась на одной трети длины корпуса от носа. Помимо шпринта имелась возможность поднять два кливера на коротком бушприте. Вдоль судна располагались пять банок для гребцов. Деревянная обшивка листер-ботов обычно выполнялась внакрой.